# Wyspy Księcia Edwarda
Wyspy Księcia Edwarda – wyspy należące do Republiki Południowej Afryki, położone w subantarktyce, w południowej części Oceanu Indyjskiego. W skład wchodzą Wyspa Mariona oraz Wyspa Księcia Edwarda. Wyspy Księcia Edwarda zostały odkryte w 1663 roku, ale pierwsze lądowanie na nich nastąpiło w 1799 roku. Wyspy są niezamieszkane. Na Wyspie Mariona w 1947 roku została założona południowoafrykańska stacja badawcza.

## Geografia
Wyspy leżą w pasie ryczących czterdziestek. Wyspa Mariona ma powierzchnię 290 km². Jej linia brzegowa liczy 72 km, wybrzeże jest głównie klifowe. Najwyższy szczyt to Mascarin Peak o wysokości 1242 m n.p.m. Druga z wysp, Wyspa Księcia Edwarda, jest znacznie mniejsza, ma powierzchnię 45 km². Oddalona jest od Wyspy Mariona o 19 km na północny wschód. Najwyższe wzniesienie liczy 672 m n.p.m.
Wyspy oddalone są o 1770 km na południowy wschód od miasta Port Elizabeth w RPA.

## Historia wysp
Wyspa Mariona została odkryta w 1663 roku przez holenderski statek Maerseeven. Odkrycie było przypadkowe i załoga nie przycumowała do brzegu. Ponad sto lat później, w roku 1772, szukając Antarktydy, znów natknął się nią Francuz Marion du Fresne. Myśląc, że to część Antarktydy, spędził 5 dni, próbując na niej wylądować. Gdy odkrył, że są to zaledwie małe wyspy, odpłynął. Cztery lata później kapitan James Cook zauważył wyspy, jednak przez złą pogodę nie zdołał zacumować.
Pierwsze zapisane zacumowanie odbyło się w 1803 roku. Grupa łowców fok znalazła ślady wcześniejszej bytności człowieka. Pod koniec roku 1947 i na początku 1948, pod rozkazem komandora podporucznika Johna Fairburna wyspy zostały przyłączone do RPA. Pierwszą ekspedycję na wyspę Mariona zorganizowała grupa meteorologiczna pod kierownictwem Allena B. Crawforda. Parę lat później dołączyli do nich naukowcy, prowadzący badania nad środowiskiem i ekologią. Jedne z pierwszych obserwacji biologicznych wykonał Richard Harris, który obserwował i zbierał ptaki morskie, podczas łowów fok w 1830 roku.